# George Harper
George Harper (ur. 19 sierpnia 1867 w Nelson, zm. 7 czerwca 1937 w Paeroa) – nowozelandzki rugbysta grający w formacji ataku, reprezentant kraju.
Uczęszczał do Nelson College i w 1894 roku, jeszcze w trakcie nauki, zaczął grać w lokalnych seniorskich klubach. W latach 1886–1895 był podporą regionalnej drużyny Nelson. Zagrał z nią w 1894 roku przeciwko Nowej Południowej Walii. Dwukrotnie z zespołem Wyspy Południowej uległ British and Irish Lions podczas ich tournée w 1888 roku.
Do nowozelandzkiej reprezentacji został powołany w 1893 roku na serię jedenastu spotkań w Australii, seria kontuzji spowodowała, że wystąpił jedynie w trzech. Wraz z pięcioma innymi kadrowiczami jeszcze przed wyjazdem zagrał przeciwko narodowej reprezentacji.
Był farmerem. Zasłabł wsiadając do pociągu po wizycie u córki w Paeroa i zmarł na miejscu.